# Here & Now
Here & Now is een Britse band uit de begintijd van de punk.
Here & Now is in 1975 opgezet, door gitarist Stephen Lewry (ofwel Steffi Sharpstrings) en bassist Keith Bailey (ofwel Keith The Bass of Keith Missile). De originele samenstelling van de band omvatte verder Paul Noble (ofwel Twink Electron Flo) op synthesizer, Keith Dobson (ofwel Kif Kif Le Batteur) op slagwerk en achtergrondzangeressen Annie Wombat en Suze Da Blooz.
De band is op zichzelf niet boven het lokale circuit uitgegroeid. Anders werd het toen Here & Now in 1977 samen met Daevid Allen Planet Gong formeerden. Met Planet Gong wordt één album gemaakt (Floating Anarchy), waarna Allen weer vertrekt.
Here & Now gaat zelf verder, overigens nadat Twink de groep verlaten heeft, hij wordt vervangen door Gavin Da Blitz. De band verslijt meerdere drummers, van wie geen van allen lang blijft. Hun eerste album brengen ze samen met een andere groep uit, Alternative TV. De zangeressen verlaten de band ook, en Here & Now gaat verder als punk-band, en brengt een aantal albums uit.
In 1981 verlaat Steffi Sharpstrings de band en wordt vervangen door Dino Ferrari, drummer Rob Peters is eindelijk een permanente aanwinst voor de groep. In 1983 bracht Here And Now weer een album uit, Fantasy Shift. In 1986 viel het doek voor de groep, het afscheidsconcert wordt nog uitgebracht.
Vijf jaar later wordt Here And Now nieuw leven ingeblazen voor een enkel optreden. De band bestaat uit Dino Ferrari, Keith Bailey en twee nieuwe leden: Andy Roid (keyboards) en Dominick Luckman (drums). Daarnaast waren er gastoptredens van Daevid Allen en Gavin Da Blitz. Het concert werd op CD uitgebracht, en later dat jaar kwam de groep weer bijeen en gingen ze ook weer samen met Allen als Planet Gong spelen.
De dubbeloptredens van Here & Now en Planet Gong sloegen aan. Steffi Sharpstrings keert terug en Steve Cassidy wordt de drummer. Ze gaan aan het werk aan een nieuw album. In 1993 is dat klaar, maar vanwege financiële problemen wordt het pas in 1994 op eigen label uitgebracht. Het is een van hun sterkste albums.
Here & Now treedt op op het 25-jaar feest van Gong in 1994, en gaat op een lange tournee door Europa om het album te promoten. Sinds die tijd blijft Here & Now wel optreden, maar de optredens zijn dun gezaaid. De bandleden zijn ieder hun eigen kant op gegaan.

## Discografie
| Jaar | Single                       |
| ---- | ---------------------------- |
| 1978 | What you see is what you are |
| 1978 | Give and take                |
| 1979 | All over the show            |
| 1979 | A dog in hell (single)       |
| 1983 | Fantasy shift                |
| 1986 | Been and gone                |
| 1991 | Here and Now Live 1991       |
| 1993 | UFOasis                      |